# Maria Carlota Quintanilha
Maria Carlota de Carvalho e Quintanilha, kurz Maria Carlota Quintanilha (* 11. November 1923 in Coimbra, Portugal; † 2015) war eine portugiesische Architektin.

## Leben
Maria Carlota Quintanilha wurde am 11. November 1923 als Tochter von Maria Suzana de Carvalho und Aurelio Pereira da Silva Quintanilha, einem bekannten Naturwissenschaftler, in der portugiesischen Universitätsstadt Coimbra geboren. Nach ihrer Sekundarschulausbildung begann Quintanilha an der Escola Superior de Belas Artes in Lissabon Architektur zu studieren, wechselte kurz darauf jedoch zum Pendant in Porto. 1953 schloss sie ihr Studium ab und zog gemeinsam mit ihrem im gleichen Jahr geheirateten Kommilitonen João José Tinoco nach Cunene, im Süden der portugiesischen Kolonie Angola. Quintanilha arbeitete dort als Architektin und arbeitete gemeinsam mit ihrem Ehemann an Projekten.
Wenige Jahre später zogen Quintanilha und Tinoco in die Hauptstadt der portugiesischen Kolonie Mosambik, Lourenço Marques (heute Maputo). Quintanilha unterrichtete dort an verschiedenen Sekundar- und Berufsschulen Design und Darstellende Geometrie. Zeitgleich entwarf sie auch verschiedene Werke für private wie staatliche Auftraggeber, teilweise in Zusammenarbeit mit ihrem Ehemann Tinoco und dem gemeinsamen Freund Alberto Soeiro.
1972 zog Quintanilha zurück nach Portugal, wo sie zunächst für die Nationale Forschungsanstalt für Bauingenieurswesen (Laboratório Nacional de Engenharia Civil) arbeitete und ihre Erfahrungen und Kenntnisse des tropischen Klimas Angolas und Mosambiks mitbringen konnte. 1973 wechselte sie in das Bildungsministerium. 1989 pensionierte sich Quintanilha.

## Werke

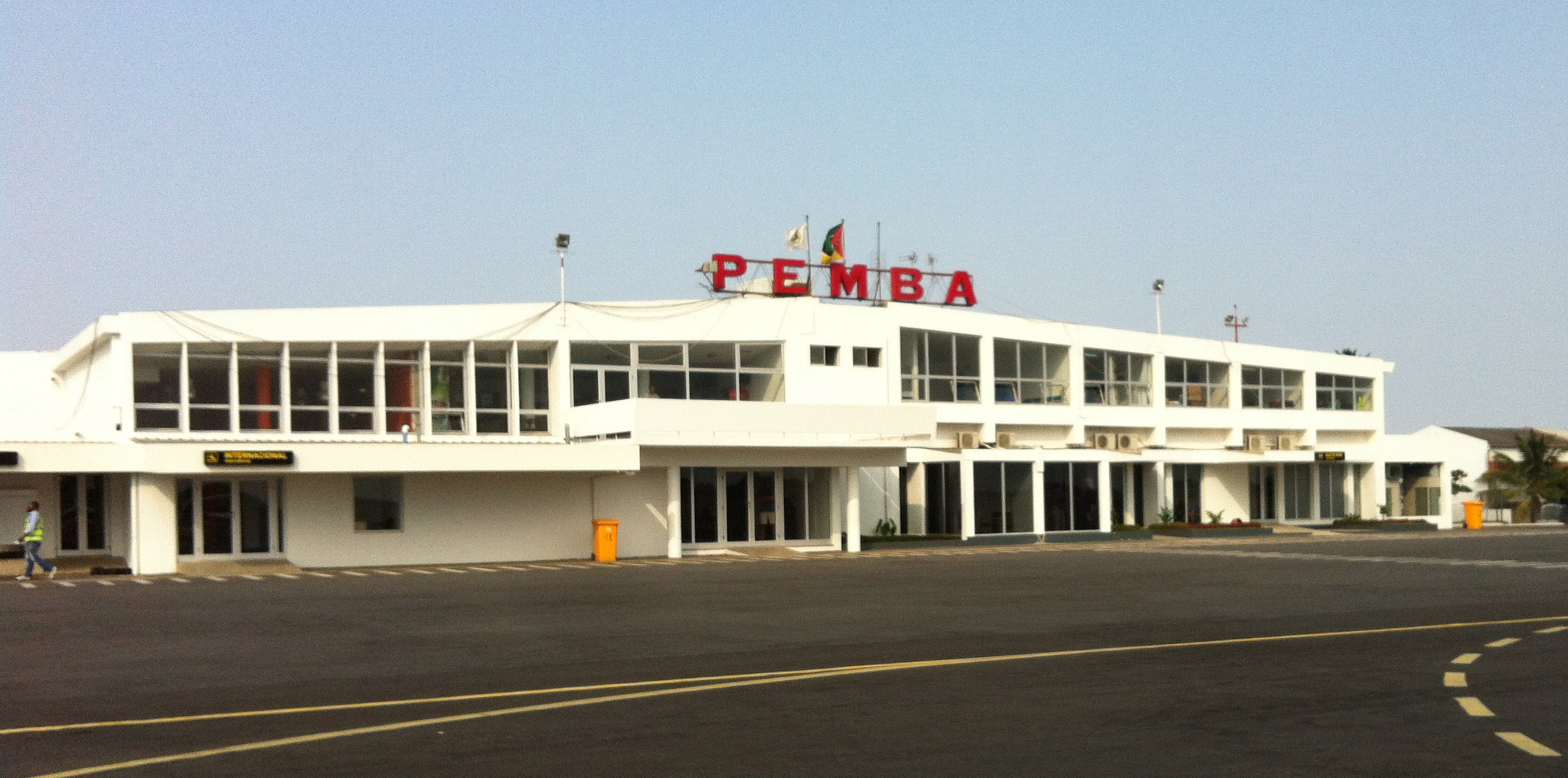
Flughafen von Porto Amélia [heute Pemba], entworfen in den 1960er Jahren gemeinsam mit João José Tinoco

- 1953–56: Beteiligung am Bau des Staudamms von Biópio, Angola[3]
- 1953–56: Zwei Wohnblöcke in Sá da Bandeira [Lubango], Angola[3]
- 1957: Sede do Grupo Desportivo do Alto-Maé, Lourenço Marques [Maputo], Mosambik[2]
- 1958–59: Sede dos Serviços de Aeronáutica de Lourenço Marques, Lourenço Marques [Maputo], zusammen mit Alberto Soeiro und João José Tinoco[2]
- 1960–1970: Flughäfen von Nampula und Porto Amélia [Pemba]; beide zusammen mit João José Tinoco, Nampula auch Alberto Soeiro[4][5][6][7]
- 1962–66: Palácio das Repartições do Distrito de Niassa, Vila Cabral [Lichinga][2]
- 1965: Instituto do Algodão, Lourenço Marques [Maputo][2]
- 1965: Palácio das Repartições do Distrito de Cabo Delgado, Porto Amélia [Pemba][2]
- 1963–66: Urbanisierungsplan für João Belo [Xai-Xai][2]
- 1964–67: Urbanisierungsplan für Inhambane und Maxixe[2]